# Lower Cove
Lower Cove is een gemeentevrije plaats in de Canadese provincie Newfoundland en Labrador. De plaats bevindt zich aan de westkust van het eiland Newfoundland.

## Geografie
Lower Cove ligt in het zuiden van het West-Newfoundlandse schiereiland Port au Port, aan de oevers van St. George's Bay. De plaats bestaat grotendeels uit relatief verspreide bebouwing langs provinciale route 460 in de buurt van de gelijknamige inham.
Lower Cove maakt sinds 1996 deel uit van het local service district Ship Cove-Lower Cove-Jerry's Nose. Het gehucht ligt zo'n 2 km ten westen van Ship Cove en zo'n 3 km ten oosten van Sheaves Cove. Aan de westrand van de plaats ligt een grote groeve.

## Demografie
Bij de volkstelling van 2001 werden er niet langer aparte censusdata voor Lower Cove verzameld. De plaats valt sinds die telling immers onder de designated place (DPL) Ship Cove-Lower Cove-Jerry's Nose. Lower Cove telt ongeveer een kwart van de inwoners van die DPL.
| Jaar | Aantal inwoners | Verschil |
| ---- | --------------- | -------- |
| 1991 | 129             | –        |
| 1996 | 114             | -11,6%   |